# Frank Schöbel
Frank-Lothar Schöbel (Lipsia, 11 dicembre 1942) è un cantante, compositore e paroliere tedesco, dedito principalmente ai generi pop-Schlager e professionalmente in attività dalla metà degli anni sessanta.
Tra i maggiori interpreti del genere Schlager e tra i cantanti di maggiore successo dell'ex-DDR, nel corso della propria carriera ha interpretato circa 550 brani  (raggiungendo per 14 volte il primo posto delle classifiche dei dischi più venduti),  ha composto oltre 300 brani , raggiungendo il successo in 23 diversi Paesi  e fregiandosi per 10 volte del titolo di star preferita della televisione della Repubblica Democratica Tedesca.
Nei primi anni di carriera, formò un sodalizio artistico assieme alla moglie Chris Doerk. È stato inoltre legato sentimentalmente alla cantante lirica Aurora Lacasa.

## Biografia

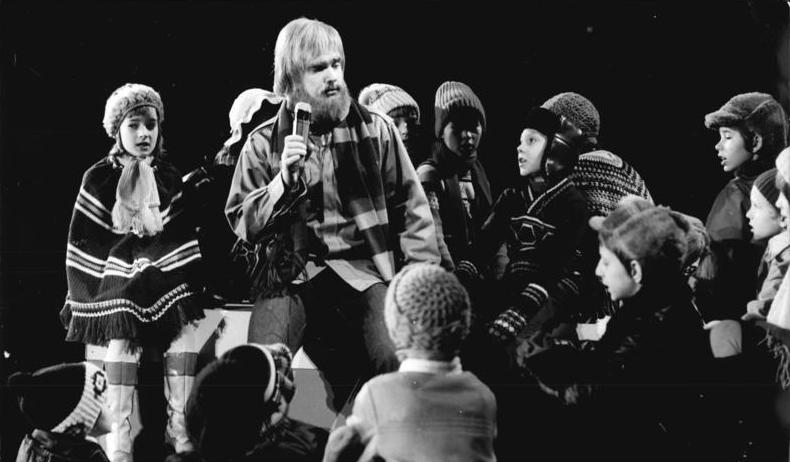
Frank Schöbel nel 1976

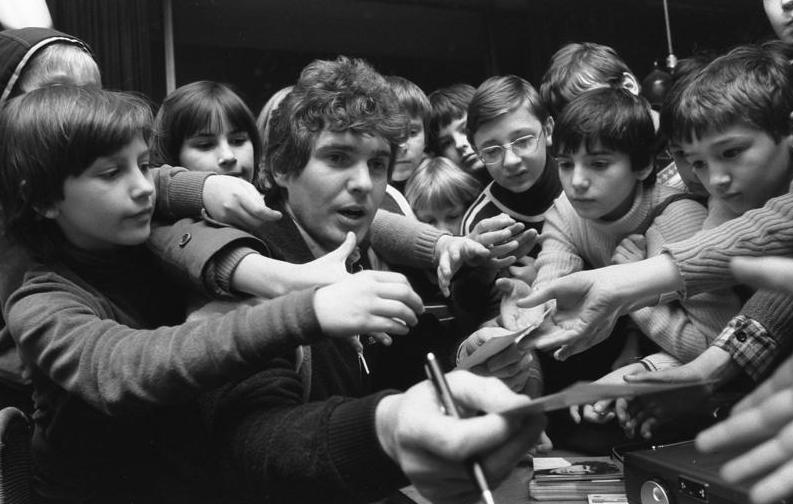
Frank Schöbel attorniato dai fans nel 1980

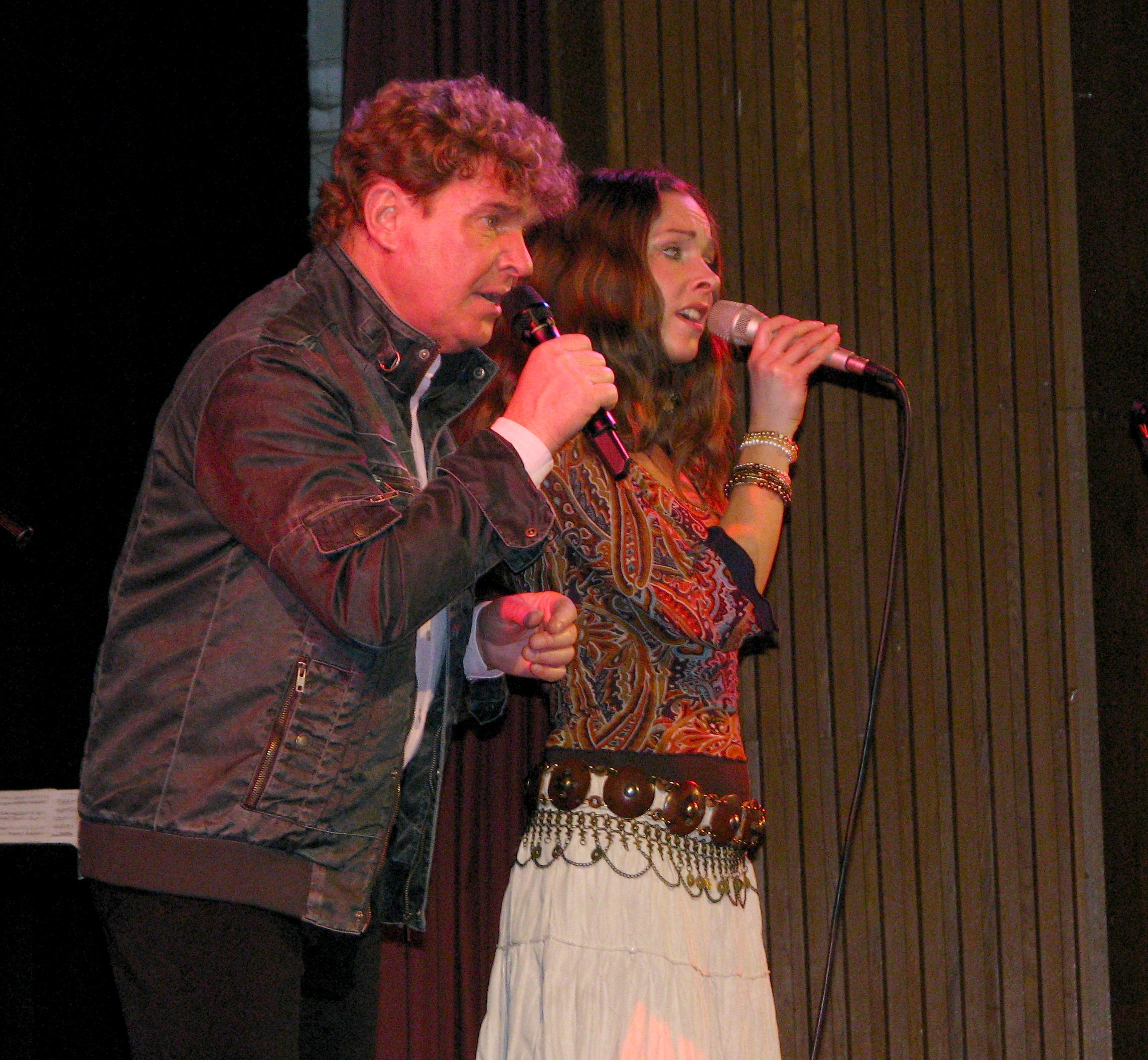
Frank Schöbel assieme alla figlia Dominique Lacasa nel 2010

Frank-Lothar Schöbel nasce a Lipsia l'11 dicembre 1942.
Figlio di un cantante lirico, a 7 anni entra a far parte del coro della chiesa di San Tommaso a Lipsia. In seguito, entra a far parte del coro dell'esercito della Repubblica Democratica Tedesca.
In seguito, dopo aver lavorato come decoratore di finestre, viene scoperto in un talent show televisivo. Nella trasmissione televisiva Herzklopfen kostenlos, conosce la cantante Chris Doerk, che diventerà sua moglie e partner artistica.
Nel 1964, incide il primo singolo, intititolato Looky Looky, con il quale raggiunge il primo posto delle classifiche nella DDR.
Nel 1966, fa il proprio debutto sul grande schermo, interpretando il ruolo di Kai nel film, diretto da Joachim Hasler, Reise ins Ehebett.. Due anni dopo, lo ritroviamo in ruolo cinematografico per la prima volta in coppia con la moglie Chris Doerk, segnatamente nel film, sempre diretto da Joachim Hasler, Heißer Sommer.
Nel 1971 pubblica il singolo Wie ein Stern, che ottiene un notevole successo non solo nella DDR, ma anche in Germania Ovest, Unione Sovietica, Ungheria, ecc. Seguiranno altri singoli di successo quali Gold in Deinen Augen e Schreib es mir in den Sand.
Nel 1985 pubblica l'album natalizio Weihnachten in Familie, album che venderà 1,7 milione di copie, risultando l'album più venduto di sempre nell'ex-DDR.
Nel 1995, viene scelto dai lettori della rivista Super Illu come star preferita, ottenendo così il premio Goldene Henne.
Nel 2008, festeggia i 45 di carriera con una tournée assieme all'ex-moglie Chri Doerk e alla figlia Dominique Lacasa.

## Discografia parziale

### Album
- 1968 - Heißer Sommer (con Chris Doerk)
- 1969 - Chris & Frank (con Chris Doerk)
- 1971 - Für unsere Freunde (con Chris Doerk)
- 1972 - Wie ein Stern
- 1972 - Hallo Dolly
- 1973 - Nicht schummeln, Liebling! (con Chris Doerk)
- 1973 - Frank Schöbel
- 1974 - Freunde gibt es überall
- 1975 - Die großen Erfolge
- 1975 - Songs für dich
- 1975 - Komm, wir malen eine Sonne
- 1977 - Ich bleib’ der Alte
- 1978 - Frank
- 1980 - Frank International
- 1981 - Wovon ich träume
- 1981 - Das Jubiläumsalbum
- 1985 - Weihnachten in Familie
- 1986 - Ich brauch dich so
- 1989 - Wir brauchen keine Lügen mehr
- 1993 - Seine Hits der sechziger Jahre
- 1993 - Seine Hits der siebziger Jahre
- 1993 - Seine Hits der achtziger Jahre
- 1994 - Gold
- 1996 - Gold 2
- 1994 - Fröhliche Weihnachten in Familie
- 1995 - Jetzt oder nie
- 1996 - Mädchen du bist schön
- 1998 - frank und frei. belächelt, bekannt, beknackt - CD zum Buch
- 1999 - Die schönsten Balladen
- 1999 - Seine Hits der neunziger Jahre
- 1999 - Die schönsten Balladen
- 2000 - Heimliche Träume
- 2000 - Die schönsten Balladen und Lovesongs
- 2000 - Schlager-Rendezvous
- 2000 - Nur das Beste
- 2000 - Einmal Himmel und zurück
- 2002 - Leben… so wie ich es mag
- 2002 - Wie ein Stern. Die 40 schönsten Songs zum Jubiläum
- 2004 - Fröhliche Weihnachten mit Frank
- 2003 - Augenblicke
- 2006 - Egal was passiert
- 2007 - Dieter Thomas Heck präsentiert 'Hautnah'
- 2007 - Hits, Songs und Raritäten
- 2007 - Die große Jubiläumsedition
- 2008 - Links von mir, rechts von mir - Die Duette (con Chris Doerk)
- 2010 - Am schönsten ist es Weihnachten… zu Haus
- 2012 - Lieder meines Lebens
- 2012 - Hautnah
- 2014 - Sternenzeiten
- 2016 - Unvergessen - Die Hits unserer Herzen

## Filmografia parziale

### Attore
- Reise ins Ehebett, regia di Joachim Hasler (1966)
- Hochzeitsnacht im Regen, regia di Horst Seemann (1967)
- Heißer Sommer, regia di Joachim Hasler (1968)
- Nicht schummeln, Liebling, regia di Joachim Hasler (1973)
- In aller Freundschaft - serie TV, episodi 10x30-14x29 (2008-2012)

### Colonna sonora
- Coming Out , regia di Heiner Carow (1989)

## Premi e riconoscimenti (lista parziale)
- 1974 - Premio nazionale della Repubblica Democratica Tedesca
- 1995 - Goldene Henne[1][3]